# Jüdischer Friedhof (Friedberg, Ockstädter Straße Süd)

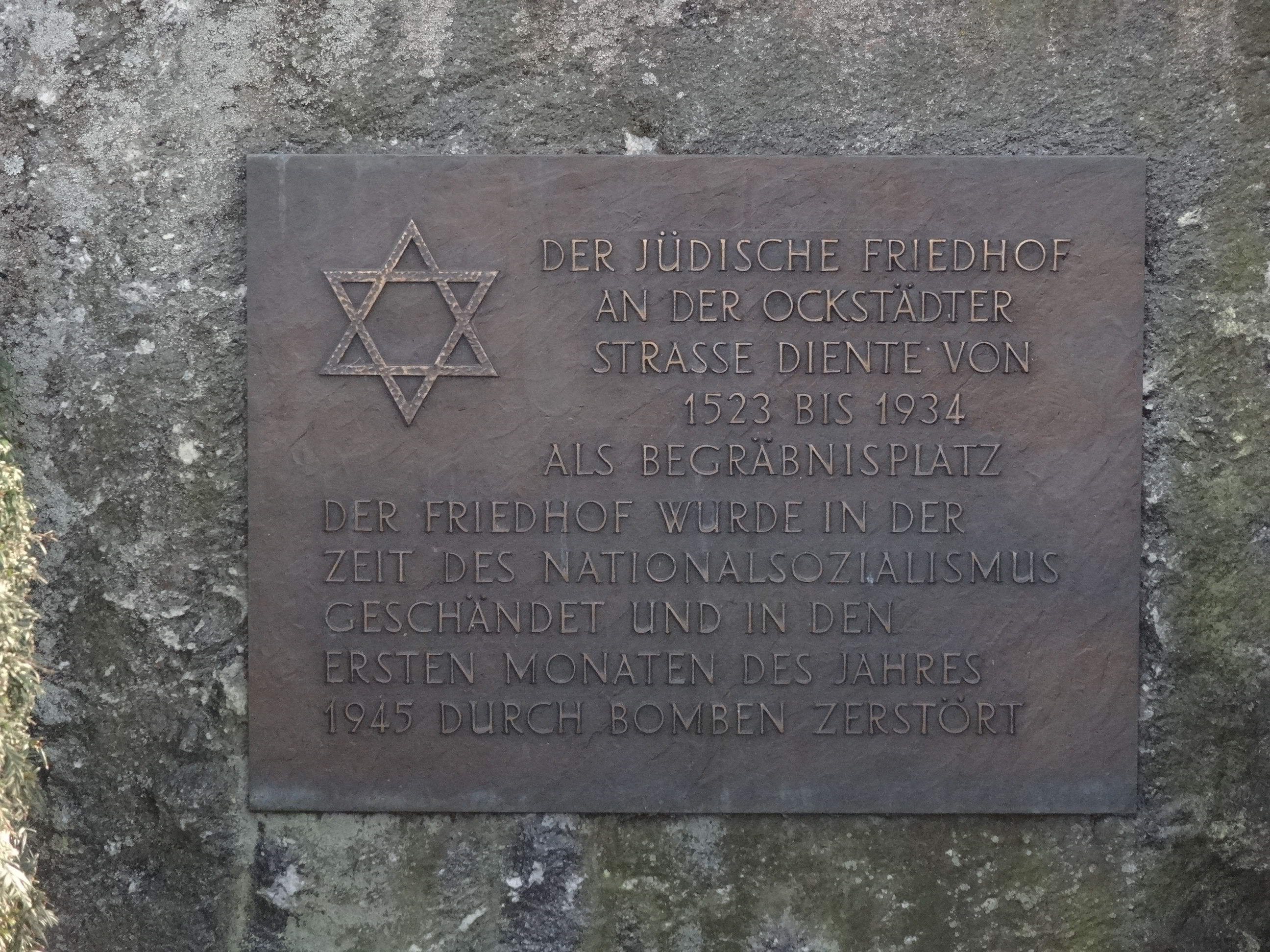
Jüdischer Friedhof Friedberg, Ockstädter Straße Süd: Gedenktafel (2015)

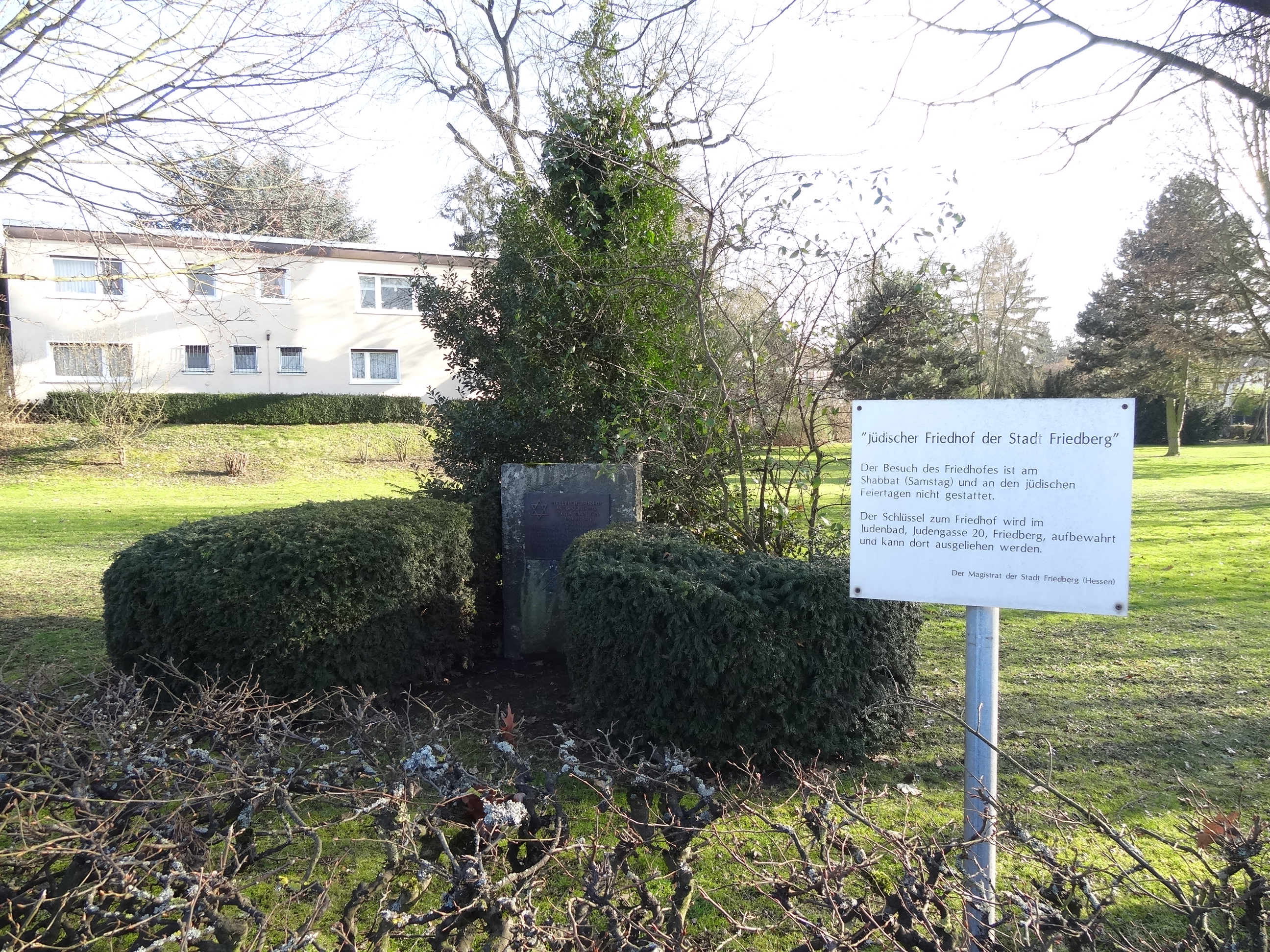
Blick auf den ehemaligen Friedhof – heute eine Grünanlage (2015)

Der Jüdische Friedhof Friedberg, Ockstädter Straße Süd ist ein Friedhof in der Stadt Friedberg im Wetteraukreis in Hessen.
Auf dem ehemaligen jüdischen Friedhof, der südlich der Ockstädter Straße liegt, sind keine Grabsteine mehr vorhanden.

## Geschichte
Über die Geschichte des Friedhofs gibt der Text auf einer Gedenktafel Auskunft (im Original in Großbuchstaben):
Der jüdische Friedhof an der Ockstädter Straße diente von 1523 bis 1934 als Begräbnisplatz. Der Friedhof wurde in der Zeit des Nationalsozialismus geschändet und in den ersten Monaten des Jahres 1945 durch Bomben zerstört.